# شركة الصناعات الزجاجية الوطنية
شركة الصناعات الزجاجية الوطنية (زجاج) هي شركة مساهمة سعودية، تأسست في السابع عشر من يناير عام 1990، برأس مال ثلاثمئة مليون ريال سعودي، تنشط الشركة في تصنيع الزجاج من القوارير الزجاجية المرتجعة وغير المرتجعة والزجاج المسطح.

## التاريخ
شركة الصناعات الزجاجية الوطنية - زجاج شركة مساهمة تأسست بتاريخ 17 يناير 1990م بسجل تجاري رقم 1010075300 ويبلغ رأس مال الشركة 329 مليون ريال مدفوعة القيمة بالكامل وتعتبر الشركة المساهمة الوحيدة في صناعة الزجاج المدرجة بسوق الأسهم السعودي. وبدأت الشركة الإنتاج من خلال مصنعها بمدينة الرياض في عام 1990م وفي عام 1992م بدأت إنتاجها في مصنعها الحالي بمدينة الدمام.

## نشاط الشركة
تقوم شركة زجاج بإنتاج العبوات الزجاجية المرتجعة وغير المرتجعة المتعلقة بالمشروبات الغازية والعصيرات والعبوات الخاصة بالأطعمة من خلال مصنعيها في كل من الرياض والدمام. وتقوم الشركة ببيع منتجاتها داخل المملكة وخارج المملكة. كما أن الشركة تستثمر في صناعة الزجاج المسطح من خلال الشركات الزميلة (شركة قلفجارد بمدينة الجبيل وشركة قارديان رأس الخيمة بدولة الإمارات).

## الشركات التابعة
شركات تابعة لشركة الصناعات الزجاجية الوطنية:
| اسم الشركة التابعة | نسبة الملكية | النشاط الرئيسي      | مكان العمليات                       | مكان التأسيس             |
| ------------------ | ------------ | ------------------- | ----------------------------------- | ------------------------ |
| قلف قارد           | 55.00%       | انتاج الزجاج المصطح | مدينة الجبيل                        | المملكة العربية السعودية |
| قارديان راس الخيمة | 55.00%       | انتاج الزجاج المصطح | الامارات العربية المتحدة راس الخيمة | الامارات العربية المتحدة |

## البيانات
| تاريخ التأسيس | تاريخ الادراج | الرمز الدولي | نهاية السنة المالية | مراجعي الحسابات                         |
| ------------- | ------------- | ------------ | ------------------- | --------------------------------------- |
| 17-01-1990    | -             | SA0007879329 | 31/12               | بيكر تيلي م ك م وشركاه محاسبون قانونيون |

## ملف الأسهم
| رأس المال المصرح به (ريال سعودي) | عدد الأسهم المصدرة | رأس المال المدفوع (ريال سعودي) | القيمة الاسمية للسهم | القيمة المدفوعة للسهم |
| -------------------------------- | ------------------ | ------------------------------ | -------------------- | --------------------- |
| 329,000,000                      | 32,900,000         | 329,000,000                    | 10                   | 10                    |

آخر تحديث :2017-05-25
تغيرات في راس المال
| تاريخ اعلان التوصية | نوع الإصدار | تاريخ الاستحقاق | رأس المال الجديد | رأس المال السابق | الفرق التراكمي | ملاحظات |
| ------------------- | ----------- | --------------- | ---------------- | ---------------- | -------------- | ------- |
| 2016-10-11          | استحواذ     | 2017-05-24      | 329,000,000      | 300,000,000      | + 129,000,000  |         |
| 2010-02-23          | منحة اسهم   | 2010-05-09      | 300,000,000      | 250,000,000      | + 100,000,000  |         |
| 2006-03-01          | منحة اسهم   | 2007-01-14      | 250,000,000      | 200,000,000      | + 50,000,000   |         |

* آخر تحديث: 2021/09/12
- المصدر: إفصاح